# Ralph Emerson Bailey
Ralph Emerson Bailey (* 14. Juli 1878 in Cainsville, Harrison County, Missouri; † 8. April 1948 in Cape Girardeau, Missouri) war ein US-amerikanischer Politiker. Zwischen 1925 und 1927 vertrat er den Bundesstaat Missouri im US-Repräsentantenhaus.

## Werdegang
Im Jahr 1880 zog Ralph Bailey mit seinen Eltern nach Benton in Illinois, wo er später die öffentlichen Schulen besuchte. 1897 kehrte er nach Missouri zurück und ließ sich in Bloomfield nieder. Danach besuchte er bis 1901 das Southeast Missouri Teachers’ College in Cape Girardeau. Anschließend studierte er noch an der University of Missouri in Columbia. Nach einem Jurastudium und seiner 1907 erfolgten Zulassung als Rechtsanwalt begann er in Bloomfield in diesem Beruf zu arbeiten. Im Jahr 1910 verlegte er seinen Wohnsitz und seine Kanzlei nach Sikeston. Von 1912 bis 1914 sowie nochmals von 1918 bis 1922 fungierte er als juristischer Vertreter seiner neuen Heimatstadt. Außerdem war er Vorstandsmitglied des Southeast Missouri Teachers’ College.
Politisch war Bailey Mitglied der Republikanischen Partei. Bei den Kongresswahlen des Jahres 1924 wurde er im 14. Wahlbezirk von Missouri in das US-Repräsentantenhaus in Washington, D.C. gewählt, wo er am 4. März 1925 die Nachfolge von James F. Fulbright antrat, den er bei der Wahl geschlagen hatte. Da er im Jahr 1926 auf eine erneute Kandidatur verzichtete, konnte er bis zum 3. März 1927 nur eine Legislaturperiode im Kongress absolvieren. Nach seinem Ausscheiden aus dem US-Repräsentantenhaus praktizierte Ralph Bailey wieder als Anwalt in Sikeston. Er starb am 8. April 1948 in Cape Girardeau und wurde in Sikeston beigesetzt.